# Platycheirus lignudus
Platycheirus lignudus är en tvåvingeart som beskrevs av Miller 1921. Platycheirus lignudus ingår i släktet fotblomflugor, och familjen blomflugor. Inga underarter finns listade i Catalogue of Life.